# Manius Acilius Glabrio (Konsul 124)
Manius Acilius Glabrio war ein römischer Politiker und mit Gaius Bellicius Flaccus Torquatus Tebanianus im Jahr 124 n. Chr. Konsul. Vom Kaiser Hadrian ist ein Brief an Glabrio überliefert.
Er war der Sohn des gleichnamigen Konsuls (91 n. Chr.) und der Adoptivvater von Manius Acilius Glabrio Gnaeus Cornelius Severus. Möglicherweise amtierte er als Prokonsul von Africa.